# Reuven Ramaty High Energy Solar Spectroscopic Imager
Reuven Ramaty High Energy Solar Spectroscopic Imager (RHESSI, первоначально High Energy Solar Spectroscopic Imager или HESSI или Explorer 81) — космическая обсерватория НАСА для изучения солнечных вспышек. Это была шестая миссия программы Small Explorer (SMEX), запущенная 5 февраля 2002 года в 20:58:12 UTC воздушным стартом с помощью ракеты-носителя Пегас, стартовавшей с самолёта Stargazer.

## Оборудование
На борту находились рентгеновские телескопы и приборы для исследования гамма-лучей, способные регистрировать излучение частиц с энергиями от 3 до 17 кэВ. Также наблюдал гамма-всплески над местами образования земных гроз.

## Научная работа и эксплуатация
С момента запуска аппарат работал с 2002 по 1 октября 2018 года (при плановом сроке эксплуатации два года). 29 марта 2002 года аппарат, первоначально называвшийся HESSI, был переименован в честь американского астрофизика Руевена Рамати, скончавшегося в 2001 году. Управлением и научной работой спутника занималась лаборатория космических наук Калифорнийского университета в Беркли.
Научные эксперименты RHESSI уточнили сведения о процессах, возникающих при появлении солнечных вспышек. Данные экспериментов вошли в основу тысяч научных статей, посвящённых солнечной активности.
RHESSI стал первым аппаратом, получившим гамма-изображение солнечной вспышки, а также обнаружившим гамма-излучения, возникающие в результате гроз на Земле.
RHESSI за всё время работы зарегистрировал свыше 100 тысяч рентгеновских вспышек, включая 42 события с энергией 300 кэВ и 27 гамма-излучений.
С 2018 года из-за возникших проблем со связью, научная работа с космическим аппаратом была официально завершена; 16 августа 2018 года аппарат был выведен из состава орбитальной группировки НАСА. RHESSI оставался на низкой околоземной орбите, постепенно теряя высоту из-за трения о верхние слои атмосферы. 20 апреля 2023 года аппарат окончательно сошёл с орбиты. Он вошёл в атмосферу Земли в районе пустыни Сахара.